# تپه سلام (آبیک)
تپه سلام مربوط به دوران‌های تاریخی پس از اسلام است و در شهرستان آبیک، روستای آبیک سفلی واقع شده و این اثر در تاریخ ۲۵ اسفند ۱۳۸۰ با شمارهٔ ثبت ۵۴۴۹ به‌عنوان یکی از آثار ملی ایران به ثبت رسیده است.